# Parkour ai Giochi mondiali 2025
Le competizioni di parkour ai Giochi mondiali 2025 si sono svolte dal 12 al 13 agosto 2025 presso il Lago Xinglong di Chengdu, in Cina.

## Podi

### Uomini
| Specialità           | Oro                | Argento       | Bronzo           |
| Speedrun (dettagli)  | Caryl Cordt-Möller | Jaroslav Chum | Andrea Consolini |
| Freestyle (dettagli) | Mutsuhiro Shiohata | Eloan Hitz    | Shea Rudolph     |

### Donne
| Specialità           | Oro              | Argento    | Bronzo        |
| Speedrun (dettagli)  | Miranda Tibbling | Noa Man    | Sara Banchoff |
| Freestyle (dettagli) | Shang Chunsong   | Nene Nagai | Sara Banchoff |

## Medagliere
| Posiz. | Nazione     | Oro | Argento | Bronzo | Totale |
| ------ | ----------- | --- | ------- | ------ | ------ |
| 1      | Giappone    | 1   | 1       | 0      | 2      |
| 2      | Cina        | 1   | 1       | 0      | 2      |
| 2      | Svezia      | 1   | 0       | 0      | 1      |
| 2      | Svizzera    | 1   | 0       | 0      | 1      |
| 5      | Francia     | 0   | 1       | 0      | 1      |
| 5      | Paesi Bassi | 0   | 1       | 0      | 1      |
| 5      | Rep. Ceca   | 0   | 1       | 0      | 1      |
| 8      | Argentina   | 0   | 0       | 2      | 2      |
| 9      | Italia      | 0   | 0       | 1      | 1      |
| 9      | Stati Uniti | 0   | 0       | 1      | 1      |
| Totale | Totale      | 4   | 4       | 4      | 12     |